# Richard Gans
Richard Martin Gans (Hamburgo,  7 de março de 1880 – City Bell, La Plata, 27 de junho de 1954) foi um físico alemão.

## Biografia
Richard Gans foi um dos seis filhos do comerciante hamburguês Martin Philipp Gans e sua mulhre Johanna Juliette Gans, neé Behrens.
Gans estudou inicialmente engenharia elétrica em Hannover, depois matemática e física na Universidade de Estrasburgo. Dentre seus professores constam Jonathan Zenneck, Emil Cohn e o matemático Heinrich Weber. Obteve um doutorado em 1901 na Universidade de Estrasburgo, com a tese Über die Induction in rotierenden Leitern com a avaliação summa cum laude. De 1901  1902 pesquisou na Universidade de Heidelberg, assistente de Georg Hermann Quincke. Em 1902 trabalhou com Friedrich Paschen na Universidade de Tübingen, de quem já tinha sido aluno e onde obteve em 1903 a habilitação. Dentre outros temas trabalhou com o [[efeito Zeeman]. De 1903 a 1908 foi Privatdozent na Universidade de Tübingen. Trabalhou com Paul Ludwig Christoph Gmelin no desenvolvimento de um método preciso para a determinação do campo magnético absoluto e foi como professor um dos primeiros a trabalhar coma teoria da relatividade.
De 1908 a 1912 lecionou na Universidade de Estrasburgo. De 1912 a 1925 foi professor de física na Universidade Nacional de La Plata, Argentina. Durante a Primeira Guerra Mundial morreram no exército alemão dois de sus irmãos.
De 1925 a 1935 foi professor de física teórica na Universidade de Königsberg. Dentre seus alunos e colaboradores em Königsberg constam Nikolai Akulov, que fundou na União Soviética uma escola de pesquisas do magnetismo, Ernst Czerlinsky e Udo Adelsberger.
Por ser judeu foi aposentado emergencialmente em 27 de dezembro de 1935, aos 55 anos de idade, pelas Leis de Nuremberg. 
Seguiu então para Berlim, trabalhando no Instituto de Pesquisas da AEG. O diretor do instituto era Carl Ramsauer. Devido às leis racistas Max von Laue foi obrigado a não permitir sua participação nos colóquios da Universidade de Berlim. Em 1938 Gans, Emil Cohn, Emil Cohn, George Jaffé, Leo Graetz, Walter Kaufmann e outros físicos judeus retiraram-se por protesto da Deutsche Physikalische Gesellschaft. Com ajuda de amigo, dentre os quais Walther Gerlach, Gans conseguiu escapar da perseguição nazista. Depois de Gans perder seu cargo em 1943 no Instituto de Pesquisas da AEG, trabalhou até 1945 no Entwicklungslaboratorium Dr. Schmellenmeier em Berlim-Lankwitz. 
Em 1946, após o final da Segunda Guerra Mundial, foia ele permitido assumir a cátedra de Arnold Sommerfeld na Universidade de Munique, então com 77 anos de idade, porém sem a perspectiva de ser seu sucessor.
Por razões pessoais desistiu deste cargo representativo após aproximadamente nove meses, a fim de imigrar para a Argentina em 1947, onde tinha estado já durante a Primeira Guerra Mundial na Universidade Nacional de La Plata. De 1947 a 1951 trabalhou novamente na mesma universidade. De 1951 a 1953 oi professor de física da Universidade de Buenos Aires. Foi dentre outros professor de [Bernhard Mrowka]].

## Publicações
- Über die Induction in rotiertenden Leitern; Strassburg 1902 (32 p.).
- „Die Grundgleichungen der Elektrodynamik“, Verhandlungen des Naturwissenschaftlich-Medizinischen Vereins zu Heidelberg, Neue Folge, VIII (2), 208 – 219 (1904). (In dem Aufsatz werden die Theorien für bewegte Medien von H. Hertz, H. A. Lorentz und E. Cohn  miteinander verglichen.)
- Einführung in die Vektoranalysis mit Anwendungen auf die mathematische Physik, Leipzig 1905, 6. Aufl. 1929.
- Einführung in die Theorie des Magnetismus, Leipzig/Berlin 1908 (110 p.)
- Elektrostatik und Magnetostatik, 1906, Encyklopädie der mathematischen Wissenschaften
- „Ältere und neuere Theorien des Magnetismus“, Die Kultur der Gegenwart (P. Henneberg, Hrsg.), III. Teil, 3. Abteilung, 1. Band: Physik, Leipzig/Berlin 1915, 334 – 348.
- Rudolf H. Weber e Richard Gans, Repertorium der Physik, Bd. I: Mechanik und Wärme, Erster Teil: Mechanik, Elastizität, Hydrodynamik und Akustik, Leipzig/Berlin 1915 (434 p.).
- „Sind wir an der Grenze der Messmöglichkeit angelangt? - Ein Beitrag zur Theorie der Molekularbewegung von Messinstrumenten“, Schriften der Königsberger Gelehrten Gesellschaft, Naturwissenschaftliche Klasse, 7 (5), 177 – 194 (1930).
- Die Physik der letzten dreissig Jahre, Rede gehalten bei der Reichsgründungsfeier am 18. Januar 1930, Königsberg 1930 (19 p.).
- Richard Gans und Bernhard Mrowka, Beiträge zur Theorie des Atommagnetismus, Halle 1934 (86 p.).
- „Medien mit veränderlichem Brechungsindex“ und „Lichtzerstreuung“, Handbuch der Experimentalphysik (W. Wien und F. Harms, Hrsg.) XIX, Leipzig 1928, p. 343–406.
- Richard Gans und Bernhard Mrowka, Beitrag zur Störungstheorie in der Wellenmechanik, Halle 1935 (30 p.).